# Macy Gray
Natalie Renee McIntyre, conocida artísticamente como Macy Gray (Canton, Ohio, 6 de septiembre de 1967), es una cantante de R&B y neo soul y actriz estadounidense.

## Biografía
Comenzó su carrera profesional en Los Ángeles en 1999, año en el que lanzó bajo el sello Atlantic su disco de debut, On How Life Is. Tuvo éxitos como "I've Committed Murder" y "Why Didn't You Call Me?", pero fue sin duda "I Try" la canción que la catapultó al éxito, siendo hoy en día uno de los clásicos imperdurables de la pasada década.
En el año 2001 gana el Grammy como "mejor intérprete pop femenino" por la canción 'I Try'. También estuvo nominada a "canción del año" y "álbum del año". Es en este mismo año cuando sale a la venta su segundo álbum de estudio The ID, presentado por el sencillo 'Sexual Revolution' y que contiene un dueto con Erykah Badu titulado 'Sweet Baby', que también fue sencillo. Es en este período cuando Macy Gray se convierte en intérprete de la canción principal de la serie de dibujos Ginger.
En 2002 debutó como actriz con las películas Training Day y Spider-Man.
Macy Gray trabajó con Carlos Santana en su álbum Shaman, antes de sacar The Trouble with Being Myself en el 2003, del que salieron sencillos como 'When I See You' o 'She Ain't Right For You', dos de sus más recientes clásicos.
Tras un parón de 4 años, Macy Gray lanzó nuevo disco en 2007, llamado Big, lanzado con la discográfica de will.I.am, en él hay colaboraciones del mismo will.I.am, Fergie e incluso Natalie Cole, que interpreta con Macy el primer sencillo, 'Finally Made Me Happy'.
En 2007 Macy Gray se inventa al personaje Nemesis Jaxson, un alias, bajo el que graba temas de soul-funk o soul electrónico como 'Slap A Bitch' o 'Money'. Sacó un EP llamado Slap A Bitch que fue lanzado en iTunes pero jamás físicamente. Fue un proyecto de corta duración y con nula promoción.
El 22 de junio de 2010 se lanzó su nuevo trabajo discográfico, The Sellout (La traición). El sencillo de presentación fue Beauty In The World.
En 2016 Macy Gray junto a la estrella pop Ariana Grande lanzaron la canción "Leave Me Lonely", colaboración que forma parte del tercer álbum de estudio de Ariana Dangerous Woman.
Macy Gray está considerada actualmente como una de las voces más importantes del neo-soul, al lado de divas como Erykah Badu, Angie Stone o Lauryn Hill. Incluso ha sido comparada con Billie Holiday o Betty Davis. Lo cierto es que Macy Gray ha logrado convertirse en una gran estrella gracias a su único estilo de canto y a una imagen realmente peculiar que ha sido objeto de imitaciones, especialmente por su peinado y su forma de vestir.

## Discografía
- On How Life Is (1999)
- The Id (2001)
- The Trouble with Being Myself (2003)
- The Very Best of Macy Gray (2004)
- Big (2007)
- The Sellout (2010)
- Covered (2012)
- Talking Book (2012)
- The Way (2014)
- Stripped (2016)
- Ruby (2018)

## Filmografía
- Ally McBeal (2000) - Episodio: "Hope and Glory"
- Saturday Night Live (2001) - 2 episodios
- SSX Tricky Video game (2001)
- Training Day
- MDs (2002) - Episodio: "Wing and a Prayer"
- Spider-Man (2002) - Ella misma
- Training Day (2001)
- Scary Movie 3 (2003)
- Lakawanna Blues (2004)
- Alrededor del mundo en 80 días (2004)
- The Crow: Wicked Prayer (2005)
- Shadowboxer (2005)
- Domino (2005)
- Idlewild Blues (2006)
- That's so raven
- Killers (2010)
- The Paperboy (2012)
- The Grim Sleeper (2014)
- Brotherly Love (2015) - Mrs. Taylor
- November Rule (2015) - tía Hildi (Hildiguard)
- Where Children Play (2015)
- Fuller House (2016) - Episodio: "Funner House"
- Papa (2016) -  Agente Sterling
- Cardboard Boxer (2016)
- Change in the Air (2018) - Donna